# EMule
eMule — вільний клієнт мережі peer-to-peer для операційної системи Microsoft Windows. Він був розроблений як заміна власницькому клієнтові eDonkey2000.

## Характеристики

Маскот eMule

eMule працює як з eDonkey2000 (eD2k), так і з мережею Kademlia.
Проєкт розміщено на SourceForge.net. У 2007 році eMule переміг у номінації «Найкращий новий проєкт» («Best New Project»), хоча на той час проєкт вже не був новим.

## Друзі
Мережа eDonkey2000/Kad велика, тому нелегко знайти когось знову. Функція приятелювання дозволяє відстежувати людей по симпатії чи однаковими інтересами. З друзями можливо спілкуватися, виділити їм окремий слот, переглядати їхні файли або дозволяти їм переглядати власні.

## Кредитна система
Кредитна система використовується для заохочення користувачів співпрацювати з мережею.

## Зовнішні посилання
- Посібник з налаштування eMule [Архівовано 31 січня 2009 у Wayback Machine.]
- eMule. Повний опис (рос.). Архів оригіналу за 7 грудня 2024.
- Emule і µTorrent - відкриття портів та інші налаштування для нормальної роботи клієнтів (рос.). Архів оригіналу за 31 січня 2018.
- Ищем и скачиваем непопулярные и старые файлы в интернете. Хабр (рос.). 25 січня 2017. Архів оригіналу за 9 квітня 2025.
- Налаштування та робота з eMule (рос.).